# Yvan Delporte

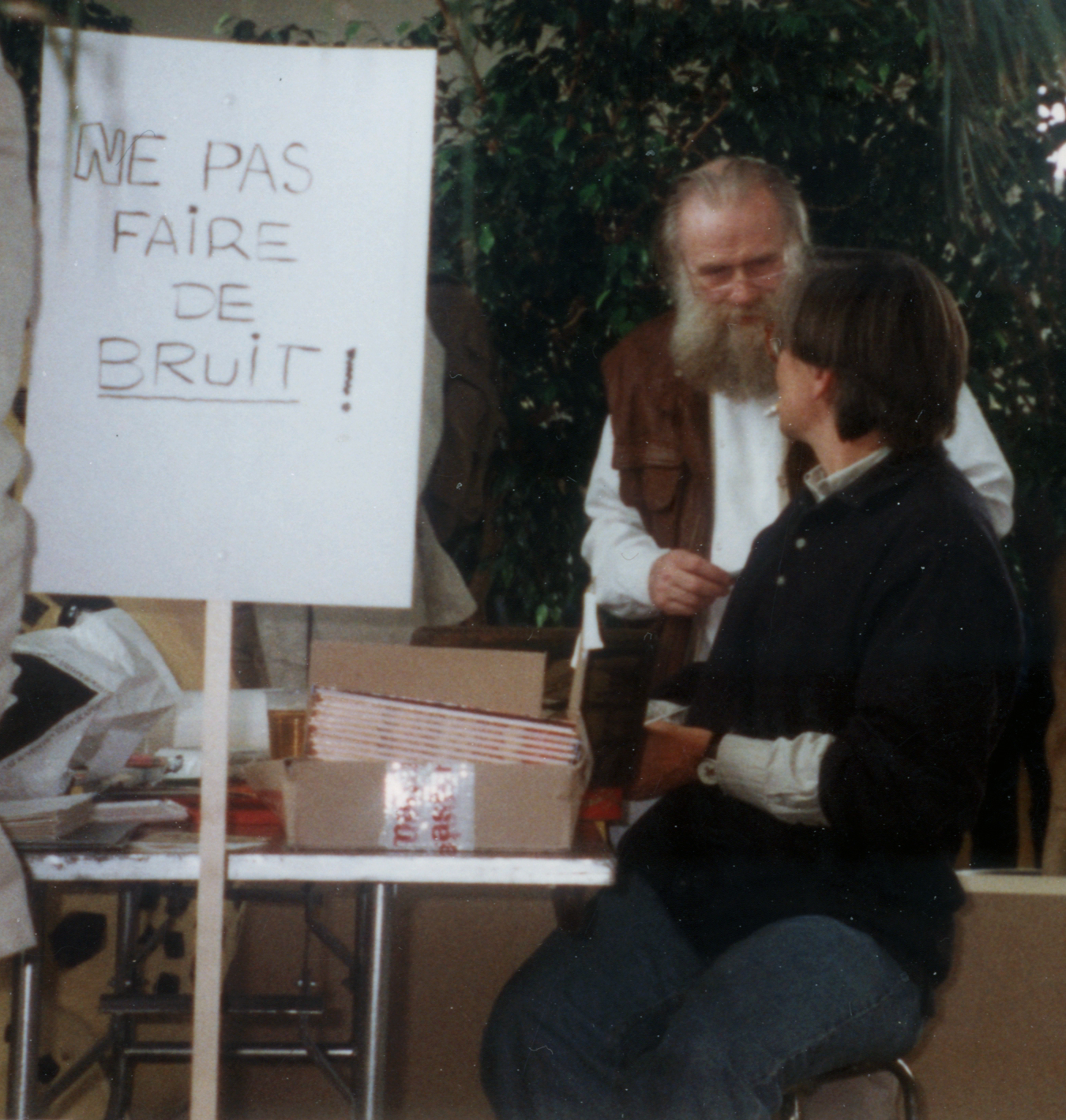
Yvan Delporte (mit Bart, 1996)

Yvan Delporte (* 24. Juni 1928 in Brüssel; † 5. März 2007 ebenda) war ein belgischer Comicautor und von 1955 bis 1968 Chefredakteur des Spirou-Magazins.

## Leben
Yvan Delporte begann seine berufliche Laufbahn 1945 im belgischen Verlagshaus Dupuis mit dem Retuschieren von Comics und anderen kleinen Tätigkeiten für das Spirou-Magazin, entwickelte sich aber im Laufe der Zeit zu einem Multitalent der Comicindustrie. Im Jahr 1955 wurde er der Nachfolger von Jean Doisy als Chefredakteur des Magazins. In dieser Funktion (bis 1968) wurde er zur maßgeblichen Figur für die humoristische Grundausrichtung von Spirou mit oft unkonventioneller, augenzwinkernder Note und überraschenden Aktionen. Eine davon war, eine lebende Kuh als Hauptgewinn eines Preisausschreibens auszuloben, was auch in einigen Folgen des Gagstrips Gaston von André Franquin zum Thema wurde. Schon bei der Entwicklung des Strips hatte Delporte Pate gestanden, so ist zum Beispiel die Titelfigur nach einem Freund Delportes benannt. Die Grundidee, durch die chaotischen Querschüsse des im Grunde völlig ungeeigneten und einfältigen Büroboten Gaston die Arbeit einer Comic-Redaktion zu sabotieren, ist eine lustvolle Persiflage der beiden Urheber auf sich und ihre eigene Tätigkeit. Dabei waren sowohl Franquin wie Delporte eher fleißige und gewissenhafte Arbeiter, und Delporte galt als Perfektionist, der unentwegt und noch bis zum letzten Moment an seinen redaktionellen Texten feilte.
Ein wichtiger Aspekt in seiner Tätigkeit als Spirou-Chefredakteur war die Konzeption neuer Formate, die dem Magazin zusätzliche Aufmerksamkeit und damit Umsatz bescheren sollten. Ein Beispiel dafür ist die Kreation der sogenannten „Mini-récits“, kleine Comicalben im Miniaturformat, die man sich aus einer Beilage in der Mitte des Heftes selber zusammenbasteln konnte. Dieses Konzept entwickelte er erstmals zusammen mit Peyo für dessen Schlümpfe und verhalf ihnen so zu ihrer eigenen Comic-Serie, deren wichtigster Co-Autor Delporte bis in die 1970er-Jahre blieb.
Aber auch die Mini-récits selbst wurden zu einer Erfolgsgeschichte mit über 550 Exemplaren von 1959 bis 1975, von denen etliche ab 1966 im Magazin Fix und Foxi auf Deutsch erschienen. Ebenso übernahm man dort eine weitere Idee Delportes, zu bestimmten Anlässen im Jahr umfangreiche Sonderausgaben zu produzieren (namentlich zu Ostern, den Sommerferien und Weihnachten).
Infolge seiner Position als erster redaktioneller Ansprechpartner war Delporte immer wieder Ideengeber und (Co-)Autor für viele Künstler des Spirou-Magazins. Neben Franquin und Peyo galt das u. a. schon frühzeitig für Eddy Paape bei der Serie Jean Valhardi, Jean Roba (Boule und Bill, Die Rasselbande), Will (Isabelle, zusammen mit Raymond Macherot und Franquin) oder René Follet (Steve Severin). Es ist darum wenig verwunderlich, dass Karikaturen von ihm in den Comics etlicher der Zeichner auftauchen, die er betreut hat – zumal er mit seinem charakteristischen und exzentrischen Auftreten leicht zu karikieren war. Kennzeichnend für seine Erscheinung in der Zeit bei Spirou waren sein langer roter Vollbart, den er schon seit seiner Jugend trug, der graue Anzug unter dem typischen Dufflecoat und sein vornübergebeugter Gang.
Im Jahr 1977 konzipierte Delporte zusammen mit André Franquin Le Trombone Illustré, eine subversive, satirische Beilage im Spirou-Magazin, eine völlig eigenständige „Zeitschrift in der Zeitschrift“, die er in den 30 Ausgaben ihres Erscheinens (bis zum 29. Oktober 1977) als informeller Chefredakteur betreute und für die Franquin unter anderem seine Idées noires (dt. „Schwarze Gedanken“) erfand.